# Macrocephenchelyidae
Macrocephenchelyidae zijn een familie van straalvinnige vissen uit de orde van Palingachtigen (Anguilliformes).

## Taxonomische status
Macrocephenchelyidae staat volgens ITIS geklasseerd als ongeldig junior synoniem en wordt dusdanig niet meer gebruikt en is niet meer dan een synoniem van de Congridae. 